# أحمد حلمي الكيلاني
أحمد حلمي الكيلاني (1925-) هو سينمائي فلسطيني ولد في مدينة يافا. درس الإخراج والتصوير السينمائي في معهد السينما في القاهرة، وتخرج عام 1945، ليكون بذلك أحد السينمائيين الفلسطينيين الأوائل الذين درسوا السينما أكاديمياً. عاد إلى فلسطين ليؤسس مع جمال الأصفر وعبد اللطيف هاشم الشركة العربية لإنتاج الأفلام السينمائية. لجأ بعد النكبة إلى الأردن واستقر فيها وعمل في المجال السينمائي. وعن الدراسات والابجاث حول تاريخ السينما الفلسطينية، فإن السينمائي الكيلاني وزملائه جمال الأصفر وخميس شيلاق قد عملوا العديد من المحاولات السينمائية التي عرفت في فلسطين قبل عام 1948، وقاموا بإنتاج عدد من الأفلام والجرائد السينمائية. قدم الكيلاني شهادة تاريخية حول إدعاء إبراهيم حسن سرحان، إن أول شريط سينمائي فلسطيني صوَّره بنفسه، كان عام 1935، عن زيارة الملك سعود لفلسطين، والذي عُرض في موسم روبين، ليؤكد أن هذا الفيلم أنجزه جمال الأصفر بكاميرا من نوع آرغان، أما سرحان فكان مساعداً له.